# Resolució 1329 del Consell de Seguretat de les Nacions Unides
La Resolució 1329 del Consell de Seguretat de les Nacions Unides fou adoptada per unanimitat el 30 de novembre de 2000. Després de recordar les resolucions 827 (1993) i 955 (1994), el Consell va ampliar les cambres d'apel·lació del Tribunal Penal Internacional per a Ruanda i el Tribunal Penal Internacional per a l'antiga Iugoslàvia (TPIY) i va proposar l'elecció de dos jutges addicionals al TPIR i va establir un grup de jutges ad litem al TPIY.
El Consell de Seguretat va continuar convençut hi havia persones eren responsables de les violacions del dret internacional humanitari a Ruanda i l'antiga Iugoslàvia. Prenent nota dels progressos realitzats per millorar els procediments dels dos tribunals, també va insistir en la necessitat que tots dos realitzessin judicis al més aviat possible. Els tribunals havien preferit jutjar líders civils, militars i paramilitars sobre actors menors.
Actuant sota el Capítol VII de la Carta de les Nacions Unides, el Consell va establir un grup de magistrats ad litem al TPII i va ampliar les cambres d'apel·lacions al TPIR i al TPIY. Dos jutges addicionals també serien nomenats al TPIR per fer front a la seva creixent càrrega de treball. Es va demanar al secretari general Kofi Annan que preparés les eleccions dels dos jutges addicionals del TPIR i dels 27 magistrats ad lítem al TPII.
Es va instar a tots els països a cooperar amb els dos tribunals i va donar la benvinguda a la cooperació ja presentada. Finalment, es va demanar al secretari general que presentés un informe sobre la data de finalització de la jurisdicció temporal del TPII.